# Herman I (margrabia Miśni)
Herman I (ur. ok. 980, zm. 1 listopada 1038) – margrabia Miśni w latach 1009–1038, syn Ekkeharda I, bratanek Guncelina.
Herman poślubił Regelindę, córkę Emnildy i Bolesława Chrobrego. Małżeństwo miało zacieśnić stosunki pomiędzy margrabią Miśni Guncelinem i Bolesławem, którzy razem pozostawali w konflikcie z cesarzem Henrykiem II. 
W 1009 roku doszło do zatargu Guncelina z bratankiem. Herman nie oddał stryjowi miasta nad Łabą o nazwie Strzała. Guncelin zdobył i spalił wtedy gród Rochelinzi, należący do Hermana. W zemście Herman i jego brat Ekkehard (późniejszy margrabia Miśni) zagrabili skarbiec stryja i spalili Altenburg. Henryk II wykorzystał okazję i skazał Guncelina na długoletnie więzienie w Bambergu, a margrabią miśnieńskim mianował Hermana I.
Pomimo małżeństwa z Regelindą Herman był lojalny wobec cesarza, i nie spiskował przeciwko niemu z Chrobrym, jak jego stryj.